# La Marche des Volontaires
La Marche des Volontaires (義勇軍進行曲) est l'hymne national de la république populaire de Chine.
Elle est composée en 1934 par Nie Er sur des paroles de Tian Han. Elle devient l'hymne national chinois en 1949. Pendant la révolution culturelle, Tian Han est emprisonné et meurt en prison, le chant L'Orient est rouge, célébrant le culte de la personnalité associé à Mao Zedong, devient de facto l'hymne national. Puis en 1982, La Marche des Volontaires redevient l'hymne national,.

## Histoire

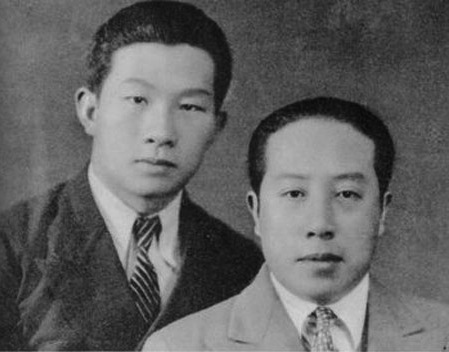
Nie Er et Tian Han (1933).

La Marche des Volontaires est, à l'origine, le générique du film les Enfants de Chine (Titre en anglais : Sons and Daughters in a Time of Storm) (風雲兒女) (1935), qui évoque la seconde guerre sino-japonaise. Le chant est composé par Nie Er sur des paroles de Tian Han. Elle est alors chantée par Yuan Muzhi et Gu Menghe.
Le 27 septembre 1949, elle devient l'hymne national provisoire car elle fait allusion à un moment historique fort de la Chine et sa musique dégage une énergie reflétant les traditions révolutionnaires chinoises depuis la fin de la dynastie Qing. Mais, pendant la révolution culturelle, Tian Han est accusé d'être antirévolutionnaire ; torturé et malade, il meurt en prison. L'hymne ne peut plus être chanté, juste joué[réf. incomplète].
Le 5 mars 1978, les paroles sont modifiées. Cependant, beaucoup de personnes réclament les paroles originales et, le 4 décembre 1982, La Marche des Volontaires retrouve ses paroles d'origine et est proclamée hymne national officiel de la République populaire de Chine[source insuffisante].
En 2004, La Marche des Volontaires est inscrite dans la constitution chinoise.

## Paroles

### Version originale et actuelle
| Pinyin Chinois simplifié | Chinois traditionnel | Xiao'erjing | Transcription API | En doungane | Sens des paroles en français |
| 起来！ 不愿做奴隶的人们！ 把我们的血肉， 筑成我们新的长城！ 中华民族到了最危险的时候， 每个人被迫着发出最后的吼声。 起来！ 起来！ 起来！ 我们万众一心， 冒着敌人的炮火， 前进！ 冒着敌人的炮火， 前进！ 前进！ 前进！ 进！, | 起來！不願做奴隸的人們！ 把我們的血肉，築成我們新的長城！ 中華民族到了最危險的時候， 每個人被迫著發出最後的吼聲。 起來！起來！起來！ 我們萬眾一心， 冒著敵人的炮火，前進！ 前進！前進！進！ | !ٿِ لَىْ! بُ يُوًا ظْ نُ لِ دْ ژٍ مٌ !بَا وَع مٌ دْ سُؤ ژِوْ، جُ چعْ وَع مٌ سٍ دْ چْا چعْ .جوْ خُوَ مٍ ظُ دَوْ لْ ظِوُ وِ سِيًا دْ شِ خِوْ .مِؤ قْ ژٍ بُوٍ پْ جْ فَا چُ ظِوُ خِوْ دْ خِوْ شٍْ !ٿِ لَىْ! ٿِ لَىْ! ٿِ لَىْ ،وَع مٌ وًا جوْ ءِ سٍ !مَوْ جْ دِ ژٍ دْ پَوْ خُوَع، ٿِيًا دٍ !ٿِيًا دٍ! ٿِيًا دٍ! دٍ | [tɕʰì.lǎɪ̯ ‖ pǔ.ʏ̯ɛ̂n tswô̞ nǔ.lî tɤ ɻə̌n.mən ‖] [pà̠ wò̞.mən tɤ ɕʏ̯ø̞̂.ɻô̞ʊ̯ ǀ ʈʂû.ʈʂʰɤ̞̌ŋ wò̞.mən ɕín tɤ ʈʂʰɑ̌ŋ.ʈʂʰɤ̞̌ŋ ‖] [ʈʂʊ́ŋ.xwǎ̠ mǐn.tsǔ tɑ̂ʊ̯.ljɑ̀ʊ̯ tswê̞ɪ̯ wé̞ɪ̯.ɕjɛ̀n tɤ ʂɻ̩̌.xô̞ʊ̯ ‖] [mè̞ɪ̯ kɤ ɻə̌n bê̞ɪ̯.pʰwô̞.ʈʂɤ fá̠.ʈʂʰú tswê̞ɪ̯.xô̞ʊ̯ tɤ xò̞ʊ̯.ʂɤ̞́ŋ ‖] [tɕʰì.lǎɪ̯ ‖ tɕʰì.lǎɪ̯ ‖ tɕʰì.lǎɪ̯ ‖] [wò̞.mən wân.ʈʂʊ̂ŋ.î.ɕín ǀ] [mɑ̂ʊ̯.ʈʂɤ tǐ.ɻə̌n tɤ pʰɑ̂ʊ̯.xwò̞ ǀ tɕʰjɛ̌n.tɕîn ‖] [tɕʰjɛ̌n.tɕîn ‖ tɕʰjɛ̌n.tɕîn ‖ tɕîn ‖] | Челэ! Бу йүан зў нулиди жынму! Ба вәмуди щежу, җўчын вәму щинди чончын! Җунхуа минзў доли зуй вищянди сыху. Мыйгә жын быйпәҗы фачў зуйхуди хушын. Челэ! Челэ! Челэ! Вәму ванҗунйищин, Моҗы дижынди похуә, чянҗин! Чянҗин! Чянҗин! Җин! | Debout ! Les gens qui ne veulent plus être des esclaves ! C'est avec notre chair que nous bâtirons notre nouvelle Grande Muraille ! La nation chinoise connaît son plus grand danger, Chacun doit pousser un dernier cri. Debout ! Debout ! Nous, qui ne faisons plus qu'un, Bravons les tirs ennemis, marchons ! Bravons les tirs ennemis, marchons ! Marchons ! Marchons ! |

### Version non officielle de 1978 à 1982
| Pinyin Chinois simplifié | Chinois traditionnel | En doungane | Sens des paroles en français |
| --- | --- | --- | --- |
| 前进! 各民族英雄的人民！ 伟大的共产党，领导我们继续长征！ 万众一心奔向共产主义明天！ 建设祖国，保卫祖国，英勇地斗争。 前进！前进！前进！ 我们千秋万代， 高举毛泽东旗帜， 前进！ 高举毛泽东旗帜， 前进！ 前进！ 前进！ 进！ | 前進！各民族英雄的人民！ 偉大的共產黨領導我們繼續長征。 萬眾一心奔向共產主義明天。 建設祖國保衛祖國英勇地鬥爭。 前進！前進！前進！ 我們千秋萬代 高舉毛澤東旗幟，前進！ 前進！ 前進！進！, | Чянҗин! Гә минзў йинщүнди жынму, Видади гунчандон линдо вәму җищү чонҗын. Ванҗун йищин бынщён гунцанҗўйи минтян, Җяншә зўгуй бови зўгуй йинюнди дуҗын. Чянҗин! Чянҗин! Чянҗин! Вәму чянчю вандэ Гоҗү Мо Зәдун чиҗы, чянҗин! Чянҗин! Чянҗин! Җин! | Allons ! Peuple héroïque de toutes nos nationalités ! Le grand Parti communiste nous conduit dans la poursuite de la Longue Marche. Tous d'un même cœur, allons au-devant des lendemains communistes, Lançons-nous vaillamment dans le combat pour édifier et défendre la patrie. En avant ! En avant ! De génération en génération, Nous ferons flotter bien haut le drapeau de Mao Zedong, En avant ! Nous ferons flotter bien haut le drapeau de Mao Zedong, En avant ! En avant ! En Avant ! |